# 上遠野太洸
上遠野太洸（1992年10月27日—）是一位日本的男演員、模特兒。宮城縣出身。Ever Green Entertainment所屬。身高171公分。妻子是前假面女子成員窪田美沙。

## 經歷
2010年，參加第23屆「JUNON SUPER BOY」比賽，獲得最高獎。

## 演出作品

### 電視劇
- 花樣少年少女 (2011年電視劇)（2011年7月 - 9月、富士電視台） - 飾 河内森尚
- 恋する私のベーカリー（2012年1月 - 2月、LaLa TV） - 飾 梶山翔太
- 再一次對你求婚 第3話-6話（2012年5月、TBS） - 飾 タケル
- 黑之女教師（2012年7月 - 9月、TBS） - 飾 立花聡
- 幸せの時間（2012年11月 - 12月、東海電視台） - 飾 浅倉良介
- あぽやん〜走る国際空港 第6話（2013年2月21日、TBS） - 飾 コバヤシソウタ
- 35歲的高中生（2013年4月 - 6月、日本電視台） - 飾 大竹亮太
- 只要吃（2013年7月 - 9月、東京電視台） - 飾 横井和人
- 東京下町古書店 第3話（2013年10月26日、日本電視台） - 飾 脇坂修平
- チーム・バチスタ4 螺鈿迷宮（2014年1月 - 3月、關西電視台） - 飾 天馬大吉
- 聖母・聖美物語 第47話 - 最終話（2014年6月4日 - 27日、東海電視台） - 飾 柳沢陽
- 吉原裏同心 第1回（2014年6月26日、NHK） - 飾 中野信一郎
- 金田一少年之事件簿N（neo） 第7話 （2014年9月6日、日本電視台） - 飾 魚住響四郎
- 假面騎士Drive（2014年10月12日 - 2015年9月27日、朝日電視台） - 飾 Chase / 魔進Chaser（聲） / 假面騎士Protodrive（聲）/ 假面騎士Chaser（聲）/ 狩野洸一（第47話）
- 接招吧！那邊的女孩 第3話（2018年6月25日 - 7月23日，MBS、TBS電視台）- 飾 升沢廣司
- ZERO 一獲千金遊戲（2018年7月15日，NTV） SP 第四話
- 文學處女（2018年9月9日，MBS/TBS）- 飾 七星真樹
- 假面騎士ZI-O -第47-48話 飾  Chase / 魔進Chaser（聲）
- 和我老公結婚吧（2025年6月27日 - 7月4日 、Prime Video）- 飾演 小泉誠也

### 電影
- グラッフリーター刀牙（2012年） - 飾 柴
- 今天開始談戀愛（2012年）
- リトル・マエストラ（2013年） - 飾 大野正也
- ガキ☆ロック（2014年） - 飾 志村源（主演）
- 假面騎士×假面騎士 Drive & 鎧武 MOVIE大戰 Full Throttle（2014年） - 飾 Chase / 魔進Chaser（聲）
- 超級英雄大戰GP 假面騎士3號（2015年） - 飾 魔進Chaser（聲）
- 劇場版 假面騎士Drive Surprise Future(2015年)-飾 Chase/假面騎士Chaser(聲)
- 假面騎士×假面騎士 Ghost & Drive 超MOVIE大戰 Genesis(2015年)-飾 Chase/假面騎士Chaser(聲)
- 忘れ雪（2015年） - 飾 武田
- 接招吧！那邊的女孩（2018年10月12日）-飾 升沢廣司

### OV
- Drive SAGA 假面騎士Chaser(2016年)-飾 Chase/假面騎士Chaser(聲)
- Drive SAGA 假面騎士Mach(2016年)-飾 Chase/狩野洸一

### 電視動畫
- 惡玉Drive（2020年） - 處刑科後輩

### CM
- 日本經濟新聞（2012年）
- 獅王香り続くトップplus（2014年 - 2015年）

## 外部連結
- オフィシャルウェブサイト*（页面存档备份，存于）
- 上遠野太洸的X（前Twitter）